# Европско првенство у атлетици на отвореном 1938 — скок удаљ за жене
Такмичење у скоку удаљ у женској конкуренцији на Европском првенству у атлетици 1938. одржано је 17. септембра на стадиону Пратер у Бечу. Ово је било прво Европско првенство на којем су учествовале жене.

## Земље учеснице
Учествовало је 15 такмичарки из 8 земаља.
1. Белгија (2)
2. Данска (1)
3. Естонија (1)
4. Италија (1)
5. Немачка (3)
6. Уједињено Краљевство (3)
7. Пољска  (2)
8. Шведска (2)

## Освајачи медаља
|                      |                              |                    |
| Ирмгард Прец Немачка | Станислава Валасјевич Пољска | Гизела Фос Немачка |

## Резултати

### Финале
| Пласман | Такмичарка            | Држава               | Време | Белешке |
| ------- | --------------------- | -------------------- | ----- | ------- |
|         | Ирмгард Прец          | Немачка              | 5,88  | РЕП     |
|         | Станислава Валасјевич | Пољска               | 5,81  |         |
|         | Гизела Фос            | Немачка              | 5,47  |         |
| 4       | Етел Рејби            | Уједињено Краљевство | 5,44  |         |
| 5       | Вероника Колбах       | Немачка              | 5,41  |         |
| 6       | Ведер Шенк            | Уједињено Краљевство | 5,34  |         |
| 7       | Инге Шмид-Нилсен      | Данска               | 5,27  |         |
| 8       | Хенрика Сломчевска    | Пољска               | 5,15  |         |
| 9       | Ита Пенцо             | Италија              | 5,08  |         |
| 10      | Марта Вретман         | Шведска              | 5,02  |         |
| 11      | Дороти Коснет         | Уједињено Краљевство | 4,97  |         |
| 12      | Ингрид Хансон         | Шведска              | 4,90  |         |
| 13      | Ана Ван Росум         | Белгија              | 4,75  |         |
| 14      | Жан Пусе              | Белгија              | 4,51  |         |
| 15      | Илсе Ус               | Естонија             | 4,5   |         |